# Distribución cinematográfica
La distribución cinematográfica es el proceso por el cual una película se pone a disposición del público. Normalmente, esta tarea la ejecuta un distribuidor profesional, quien determina la estrategia de mercadotecnia, la fecha de estreno y el medio por el cual se mostrará (o se hará disponible para ver) la película, entre otras cosas. Las producciones cinematográficas pueden ser exhibidas a las audiencias a través de cines, televisión o visualizaciones caseras (DVD, video bajo demanda, descarga digital, etc.). Para proyectos comerciales, la distribución cinematográfica usualmente es acompañada de promoción cinematográfica.
Cuando una película es producida, a menudo se la proyecta en una sala de cine. Antes de los años 1970, se exhibían dos presentaciones: una cinta de alta calidad que era rentada por el teatro por la suma total y otra cinta de baja calidad alquilada por un porcentaje de los ingresos netos. Actualmente, gran parte del material que se muestra antes del lanzamiento de la película consiste en avances de películas futuras (también llamados tráileres) y comerciales pagos.

## Historia
La identidad del primer teatro específicamente diseñado para cine es materia de debate. Los candidatos incluyen al Tally's Electric Theatre, establecido en 1902 en Los Ángeles y Pittsburgh's Nickelodeon establecido en 1905. Miles de estos teatros fueron construidos o convertidos a partir de instalaciones preexistentes en unos pocos años. En los Estados Unidos, estos teatros comenzaron a ser conocidos como nickelodeons, porque la entrada costabe típicamente un níckel (cinco centavos).
Históricamente, todas las películas comercializadas masivamente fueron hechas para ser proyectadas en cines. El desarrollo de la televisión permitió que estas películas sean transmitidas a audiencias más grandes, usualmente después de que la película ya no fuera proyectada en teatros.[cita requerida]. En 1971, U-matic se convirtió en el primer formato magnético en el cual las películas podían ser disfrutadas en instituciones fuera del teatro. Más tarde ese año, las primeras videocinta de películas se hicieron disponibles para los consumidores en sus propias casas. La tecnología de grabación ha permitido desde entonces que los consumidores alquilen o compren copias de películas en VHS o DVD (o formatos más antiguos como laserdics, VCD y SelectaVision - véase también videodiscos) y las descargas de Internet también pueden fuentes de ingreso para las compañías de producción cinematográfica. Algunas películas pueden haber sido hechas específicamente para formatos no-teatrales, siendo lanzadas como "telefilme" o película "directamente para video". Los valores de la producción de estas películas a menudo se consideran de calidad inferior comparados con los lanzamientos "para el cine" de géneros similares; algunas películas fueron rechazadas por sus propios estudios de grabación pueden ser distribuidas en estos mercados después de su terminación.[cita requerida]
| Posición | País           | Número de películas vistas |
| -------- | -------------- | -------------------------- |
| 1        | Corea del Sur  | 4.12                       |
| 2        | Estados Unidos | 3.88                       |
| 3        | Australia      | 3.75                       |
| 4        | Francia        | 3.44                       |

El cine paga un promedio de entre 50%-55% de la venta de entradas al estudio de grabación, como tarifa de alquiler.

## Lanzamiento de las películas

### Era pre-estudio
Antes del declive de la Motion Picture Patents Company (Edison Trust) en 1915 había dos formas principales de distribución cinematográfica: States Rights y Road Show.
Debajo del sistema derecho de los estados, las películas eran vendidas local/territorialmente. El vendedor local podría entonces reproducir la película tan frecuentemente como lo deseara, en un intento de hacer tanto dinero como fuera posible. Los poseedores de derechos de copia de las películas vendería los derechos de las mismas directamente al cine o al vendedor de la franquicia, típicamente de a películas de cine por 10 centavos la película.
En ausencia de grandes estudios o franquicias de cines nacionales, este sistema fue generalmente la mejor manera de garantizar que una película se estrenaría a nivel nacional, particularmente respecto a cortometrajes. Sin embargo, en términos de ganancia, el sistema de derecho de los estados no era la manera más efectiva de proyectar "largometrajes", ya que los productores de la película solo ganaban dinero con la venta inicial de cada copia de la película.
Este método también hizo posible que películas de varios géneros fueran ilegales en unos estados pero legales en otros.
Con el sistema road show, el productor haría un acuerdo con cada teatro, con la prioridad dada a aquellos cines con más capacidad y más famosos. El dinero se haría con la venta de entradas. La proyección de una película sería limitada y eso elevaría la demanda y crearía un sentido de prestigio.